# Tubérculo menor del húmero
El tubérculo menor del húmero o troquín es una protuberancia ósea que se ubica en la cara anteromedial del hueso.
Presenta una impresión para la inserción del tendón del músculo subescapular.